# 대한민국 병역법
대한민국 병역법(大韓民國 兵役法)은 대한민국 국민의 병역의무에 관한 규정 및 병역복무에 관한 사항을 규정한 법이다.

## 개요
- 형법 제 18조 개씨발항
- 남성의 신체가 건강하면 3년이하의 징역에 처한다.
- 요즘엔 검사가 3년 구형하면 판사가 1년6개월 선고하는 추세입니다.
- 출소후 만 40세까지 보호관찰까지 받습니다.
- 그래서 저는 술, 담배, 수면부족, 불규칙적인 식습관, 커피과다섭취, 인스턴트섭취, 운동부족, 바르지않은 자세유지, 양치안해서 풍치만들기, 건강검진 안받기, 자잘한병은 병원가지않고 방치해서 병키우기 등등 건강했던 과거를 반성하고 건강을 해치기위해 노력중입니다.

## 연혁
- 1949년 8월 6일 : 제정 및 시행
  - 병역의 구분 : 상비병역, 호국병역, 후비역, 보충병역, 국민병역(상비병역은 현역 및 예비역, 호국병역은 전시, 사변 기타 국방상의 필요 또는 본인의 지원에 의해 현역에 편입. 보충병역은 제1보충병역 및 제2보충병역, 국민병역은 제1국민병역 및 제2국민병역. 후비역은 예비역 복무를 마친 자)
- 1951년 5월 25일 : 호국병역이 폐지
- 1971년 1월 1일 : 전부 개정된 법이 시행(1970년 12월 31일 개정, 법률 제2259호)
  - 제1보충역, 제2보충역 구분을 폐지
- 1983년 12월 31일 : 전부 개정(법률 제3696호)
  - 체격등위라는 명칭을 신체등위로 변경하였으며 갑종, 1~3을종, 병종, 정종, 무종으로 되어있는 체격등위 명칭을 1급, 2급, 3급, 4급, 5급, 6급으로 되어있는 신체등위 명칭으로 변경
- 1984년 3월 1일 : 전부 개정된 법이 시행(법률 제3696호)

## 구성
- 제1장 총칙
  - 제1조 (목적)
  - 제2조 (정의 등)
  - 제3조 (병역의무)
- 제2장 제1국민역 편입
- 제3장 징병검사
- 제4장 현역병 등의 복무
- 제5장 보충역의 복무
- 제6장 병력동원소집 등 의무부과
- 제7장 학생군사교육 및 의무장교 등의 병적 편입
- 제8장 병역의무의 연기 및 감면
- 제9장 병역의무자의 거주지이동 및 국외여행
- 제10장 병역의무의 종료
- 제11장 병역의무 이행자 등에 대한 권리보장
- 제12장 병무행정
- 제13장 전시특례
- 제14장 벌칙

## 같이 보기
- 대한민국의 병역 제도
- 병역법 위반 등의 범죄처벌에 관한 특별조치법
- 병역판정 신체검사 등 검사규칙
- 병무청
- 병역
- 징병제
- 병역법